# Enargia suffusa
Enargia suffusa là một loài bướm đêm trong họ Noctuidae.